# Jardín Botánico Mckee
El Jardín Botánico McKee (en inglés: McKee Botanical Garden), es un jardín botánico especializado en plantas tropicales de 18 acres (7.3 hectáreas) de extensión, que está ubicado en el 350 de la "U.S. Route" 1 en  Vero Beach, Florida, EE. UU.

## Historia
Fue fundado en 1929, cuando Waldo Sexton y Arthur G. McKee compraron 80 acres (32 hectáreas) de hammock a lo largo de la orilla del Indian River.
Contrataron a William Lyman Phillips experto en Arquitectura Paisajista para diseñar sus arroyos, charcas, y senderos. Su vegetación indígena fue acrecentada con plantas ornamentales y semillas de plantas procedentes de otras zonas subtropicales del mundo. 
En 1932, procedieron a abrir el jardín, entonces conocido como "McKee Jungle Gardens", como una atracción turística. Aunque el jardín fuera un acierto durante varias décadas, cerró en 1976, y la mayor parte de su tierra fue vendida para el desarrollo urbanístico. 
El sitio permaneció abandonado durante veinte años hasta que la asociación sin ánimo de lucro Indian River Land Trust, lo comprara en 1995. El jardín actual fue dedicado formalmente en 2001. Ahora es un hito identificativo de la Florida desde el 7 de enero de 1998, año en el que fue agregado al Registro Nacional de Lugares Históricos de los EE. UU. bajo su nombre anterior de McKee Jungle Gardens. Actualmente, hay varios edificios en el jardín incluyendo la oficina, la tienda de regalos, el centro de educación y un restaurante. 

## Flora
En las colecciones del jardín botánico se incluyen:
Adenium obesum, Aechmea 'Blue Tango', Aechmea leuddemanniana 'Mend', Aechmea pineliana var. minuta, Aechmea 'Li'l Harvey', Aleurites moluccana, Alpinia purpurata 'Eileen McDonald', Alpina zerumbet, Alpinia calcarata, Alpinia zerumbet, Ananas comosus, Annona glabra, Annona muricata, Anthurium 'White Gemini', Ardisia crenata, Ardisia escallononioides, Aristolochia gigantea, Aristolochia grandiflora, Asclepias species, Bambusa Chungii, Barleria micans, Bauhinia punctata, Bauhinia species, Begonia 'Beefsteak', Belamcanda chinensis, Billbergia species, Bixa orellana, Bromelia pinguin, Brugmansia species, Brunfelsia jamaicensis, Caladium 'Aaron', Caladium 'Florida Starburst', Caladium 'Florida Sweet Heart', Caladium 'Freda Hemple', Caladium 'Ginger Land', Caladium 'June Bride', Caladium 'White Queen', Caldium 'Scarlet Pimpernel', Calliandra haematocephala, Calliandra haematocephala, Callicarpa americana, Callicarpa americana alba, diversas especies de Canna, Carica papaya, Chamaedorea tepejilote, Clerodendron fairchildianum 'Musical Note', Clerodendron speciosissimum, Clerodendrum bungii, Clerodendrum quadriloculare, Clerodendrum thomsoniae, Clerodendrum ugandense, Clivia species, Congea tomentosa, Cordia lutea, Cordia boissieri, Costus barbatus, Crinum americanum, Crinum asiaticum, especies enanas de Crinum, Curculigo capitulate, especies de Curcuma, Delonix regia, Dendrobium × híbrido, especies de Dichromena, Dombeya wallichii, Dracaena fragrans, Epidendrum 'Kauai Sunrise', Eucalyptus deglupta, Ficus benghalensis, Ficus natalensis leprieurii, Gigantochloa pseudoarundidacea, Glandularia tampensis, Grewia caffra, Habranthus brachyandrus, Hamelia cuprea, Hamelia macrantha, Hamelia patens, Hedychium gardnerianum, Heliconia rostrata, Hibiscus coccineus, Hibiscus rosa-sinensis, Hoya carnosa, Ipomoea carnea, Jacquemontia penthantha, Jatropha podagrica, especies de 'Justicia, Kaempferi pulchara, Laelia pacavia, Citharexylum fruticosum, Lagerstroemia speciosa, Lantana trifolia, Lonicera sempervirens, Megaskepas erythrochlamys, Mussaenda 'Dona Aurora', Myrsine guianensis, Nelumbo 'Mrs. Peggy Slocum', Nelumbo species,  Nymphaea species, Odentatum stricta, Oxalis 'Montana', Passiflora citrine, Passiflora hahnii, Passiflora species, Passiflora x violacea, Pentas lanceolata, Petrea volubilis, Phoenix híbrido, Plumbago scandens, Plumeria species, Podranea ricasoliana, Pseuderanthemum alatum, Pseudobombax ellipticum, Rondeletia leucophylla, Ruellia brittoniana, Russelia equisetiformis, Russelia sarmentosa, Sagittaria lancifolia, Stachytarpheta urticifolia, Vachellia farnesiana, y Victoria cruziana.